# Cross Fire (jeu vidéo)
Pour les articles homonymes, voir Cross Fire.
Cross Fire (スーパーエアーウルフ, Super Airwolf) est un jeu vidéo de type shoot them up sorti en 1991 sur Mega Drive. Le jeu a été développé et édité par Kyugo Trading. Il a basé sur la série télévisée Supercopter.